# Luigi Castiglioni (Forschungsreisender)
Luigi Gomes Castiglioni (ab 1810 Conte Castiglioni; * 3. Oktober 1757 in Mailand, Habsburgermonarchie; † 22. April 1832 ebenda) war ein italienischer Adliger, Forschungsreisender, Botaniker, Historiker und Politiker. Sein botanisches Autorenkürzel lautet Castigl.

## Leben
Castiglioni war der zweitgeborene Sohn von Graf Ottavio Castiglioni und nach dessen frühen Tod Stiefsohn des Philosophen und Aufklärers Pietro Verri (1728–1797), dem Bruder seiner Mutter, Teresa Verri. Luigi Castiglioni studierte am Collegio Longone der Barnabiten, als das Collegio unter österreichischer Herrschaft mit dem Collegio dei nobili der in Ungnade gefallenen Jesuiten fusioniert wurde.
Aufgrund einer größeren Erbschaft konnte Luigi sich im Gegensatz zu seinem älteren Bruder Alfonso ganz seinem wissenschaftlichen Interesse hingeben und begab sich ab 1785 auf eine dreijährige Forschungsreise nach Nordamerika. 1786 wurde Castiglioni in die American Academy of Arts and Sciences und die American Philosophical Society gewählt.
Zurück in Mailand veröffentlichte Castiglioni 1790 einen zweibändigen Bericht über seine Reise, der neben botanischen und zoologischen auch wirtschaftliche, politische, geschichtliche und gesellschaftliche Beschreibungen der jungen Vereinigten Staaten beinhaltete. Er verurteilte darin das Verhältnis der Siedler zu der indigenen Bevölkerung und zu den Sklaven, während die demokratische und ausdifferenzierte Gesellschaft der Mittelatlantikstaaten sein Gefallen fanden. Herausragend ist Castiglionis Beschreibung von William Penn und seiner Gründungen Pennsylvania und Philadelphia. Die Schrift seines Stiefvaters Pietro Verri Pensieri sullo stato politico del Milanese (1790) wurde sicherlich hiervon beeinflusst. Ab 1790 veröffentlichte Luigi Castiglioni ausführliche Beschreibungen der Pflanzenwelt Nordamerikas und ab 1791 die ersten vier Bände der Storia delle piante forestiere le più importanti nell'uso medico ed economico („Geschichte der wichtigsten ausländischen Pflanzen in der medizinischen und wirtschaftlichen Nutzung“). In jedem Band wurden 24 Arten bezüglich Herkunft, Kultur, Morphologie, praktischem Gebrauch und geografischer Verbreitung beschrieben, illustriert von Kupferstichen der Brüder Gaudenzio Bordiga (1773–1837) und Benedetto Bordiga (1766–1847). Insgesamt verzeichnet der International Plant Names Index (IPNI) 78 von ihm beschriebene Arten. Außerdem übersetzte Castiglioni klassische lateinische Schriften der Agronomie und experimentierte in seinen Gärten im lombardischen Mozzate mit neuen Anbaumethoden, die er unter anderem Arthur Young präsentierte.
Nach dem Italienfeldzug Napoleons wurde Castiglioni zweimal in den Rat der neugegründeten Cisalpinischen Republik (1799–1801) berufen, lehnte aber jeweils „aus gesundheitlichen Gründen“ ab. Im Nachfolgestaat Italienische Republik (1802–1805) wurde Castiglioni auf Betreiben von Vizepräsident Francesco Melzi d’Eril öffentlich aktiv und gehörte sowohl 1802 der Gruppe der Wahlmänner aus dem Kreis der Grundbesitzer an als auch dem Istituto Lombardo di scienze e lettere. 1803 wurde er in eine Kommission zur Schulreform berufen und ab 1805 hatte er das Amt eines Studieninspektors inne.
Luigi Castiglioni war ab 1807 Präsident der Accademia di Brera und Leiter der königlichen Druckerei. 1809 wurde er Senator im Königreich Italien und 1810 von Napoleon zum Grafen ernannt. Nach dem Ende der Napoleonischen Herrschaft spielte Castiglioni im Königreich Lombardo-Venetien (ab 1815) eine geringere Rolle, war aber noch ab 1820 kaiserlicher Hofkämmerer und blieb bis zu seinem Tod Präsident der Accademia di Brera.
Luigi Castiglioni war ab 1800 mit einer entfernten Verwandten, Teresa Castiglioni, verheiratet. Aus der Ehe ging eine Tochter hervor, Beatrice Castiglioni-Rasini. Luigi Castiglioni starb am 22. April 1832 in Mailand und wurde auf dem dortigen Cimitero Monumentale beigesetzt. Seine Münzsammlung vermachte er der Stadt Mailand, seine Haupterbin war aber seine Tochter.
Castiglioni zu Ehren wurde die Jatropha 1794 Castiglionia genannt.